# Répertoire pour instrument à cordes

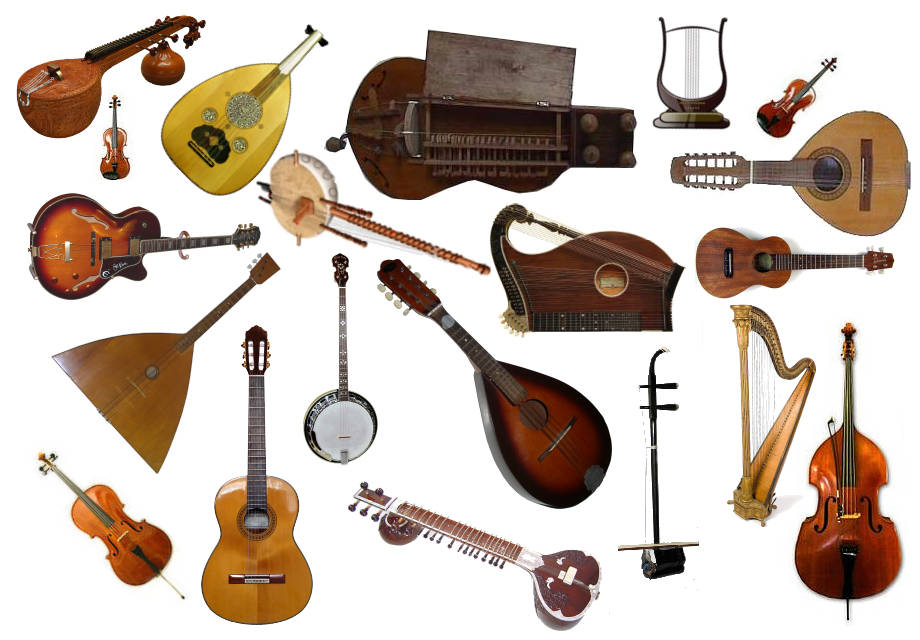
Panorama (non exhaustif) des instruments à cordes.

Le répertoire pour instrument à cordes regroupe les œuvres notables par compositeur, par effectif ou par forme musicale pour les différents instruments de la famille des cordes.
Les instruments à cordes, et en particulier le violon et le piano, disposent d'un vaste répertoire.
À partir de 1770, l'essor du pianoforte puis du piano supplante progressivement le violon comme instrument concertant.
La présente liste est constituée de plusieurs pages, dont les liens figurent ci-dessous :

## Œuvres pour instruments solistes

### Instruments à cordes frottées
- Violon :
  - Liste des principales œuvres pour violon solo, y compris sonates (par compositeur)
  - Liste des principales œuvres pour violon et orchestre
  - Liste des principales œuvres pour deux violons
- Alto :
  - Répertoire de l'alto (par compositeur)
  - Sonate pour alto
- Violoncelle :
  - Liste des principales œuvres pour violoncelle solo (par compositeur)
  - Liste des principales œuvres pour violoncelle
  - Liste des principales œuvres pour violoncelle et piano (en)
  - Liste des compositions pour violoncelle et orchestre (en)
- Contrebasse :
  - Concerto pour contrebasse

### Instruments à cordes pincées
- Guitare :
  - Liste des œuvres pour guitare solo
  - Liste des œuvres pour duo de guitares
  - Liste des œuvres pour guitare et orchestre
  - Liste des principales œuvres pour guitare (en)

- Harpe :
  - Concerto pour harpe (en)
- Clavecin :
  - Concerto pour clavecin (en)

### Instruments à cordes frappées
- Piano (instrument à cordes frappées) :
  - Concerto pour piano
    - Concerto pour piano 

  - Liste des œuvres pour piano main gauche et orchestre (en)
  - Toccata
  - Piano à quatre mains
  - Piano à six mains
  - Répertoire des œuvres pour deux pianistes
  - Liste des œuvres pour piano et orchestre (en)

### Multiples instruments solistes
- Double concerto (violon et violoncelle)
- Sonate pour violon et piano
- Liste des triple concertos pour piano, violon et violoncelle

## Œuvres de musique de chambre

### Cordes en musique de chambre
- Duo pour cordes
- Trio à cordes
- Quatuor à cordes
- Répertoire du quintette à cordes (en)
- Répertoire du sextuor à cordes (en)
- Octuor à cordes
- Sérénade pour cordes

### Piano en musique de chambre
- Trio avec piano
  - Trio pour piano et cordes
- Quatuor avec piano
- Quintette avec piano
- Sextuor avec piano (en)
- Sonate pour piano

### Autres formations de musique de chambre
avec clarinette
- Trio pour clarinette, alto et piano
- Trio pour clarinette, violon et piano
- Trio pour clarinette, violoncelle et piano
  - Trio pour clarinette, violoncelle et piano (homonymie)
- Quintette avec clarinette

avec flûte
- Duo pour flûte et violon